# Nieuwoudtville
Nieuwoudtville ist ein Ort in der Gemeinde Hantam, Distrikt Namakwa, Provinz Nordkap in Südafrika. Kapstadt liegt 350 Kilometer südlich. Im Jahr 2011 lebten hier 2093 Einwohner.
Der Ort liegt in rund 1000 Meter Höhe über dem Meeresspiegel auf dem Bokveld (Bokkeveld) Plateau. Die Anfahrt aus westlicher Richtung erfolgt über den VanRhyns-Pass und bietet einen Blick über das Namaqualand und die Knersvlakte.
Der Ort trägt den Beinamen „Bulb Capital of the World“ (Blumenzwiebel-Hauptstadt der Welt). Es wird angenommen, dass hier die weltweit größte Konzentration von unterschiedlichen Knollen/Zwiebelgewächsen vorkommt. Diese Geophyten fangen – nach den ersten Sommerregen – im März/April an zu blühen. Die Blühzeit zieht sich dann durch bis Oktober, mit einem Höhepunkt im Juli. Nieuwoudtville hat eine besondere geographische Lage: Von hier aus sind vier verschiedenen Vegetationszonen jeweils nur 25 Kilometer entfernt: Karoo, Bushmanland, Knersvlakte und Namaqualand.

## Geschichte
Die Gründung erfolgte 1897 auf der Farm Groenrivier (deutsch: „Grüner Fluss“). Das Gebiet war auch bekannt als Groene Rivier, Bokkeveld und Onder Bokkeveld. Benannt ist der Ort nach der Familie Nieuwoudt, in deren Besitz das Land bis zu seinem Verkauf 1897 an die Niederländisch-reformierte Kirche war.

## Sehenswürdigkeiten
- Oorlogskloof Nature Reserve, zehn Kilometer südlich der Stadt mit 150 Kilometer Wanderwegen
- Botanischer Garten Hantam, südlich der Stadt
- Nieuwoudtville-Wasserfall, sechs Kilometer nördlich, 100 Meter hoher Wasserfall des Doring-Flusses
- Nieuwoudtville Wild Flower Reserve
Dieses 1974 gegründete Naturschutzgebiet mit einer Größe von 115 ha liegt drei Kilometer von der Stadt entfernt an der Straße nach Calvinia. Geschützt werden rund 200 Pflanzengattungen mit mehr als 300 Arten, von denen 40 Prozent Zwiebelpflanzen sind. Ebenfalls geschützt wird hier die endemische Bulbinella latifolia var. doleritica.
- Wildblumen in der Hauptblühzeit mit 500.000 blühenden Pflanzen
- Felsenmalereien der Khoisan.

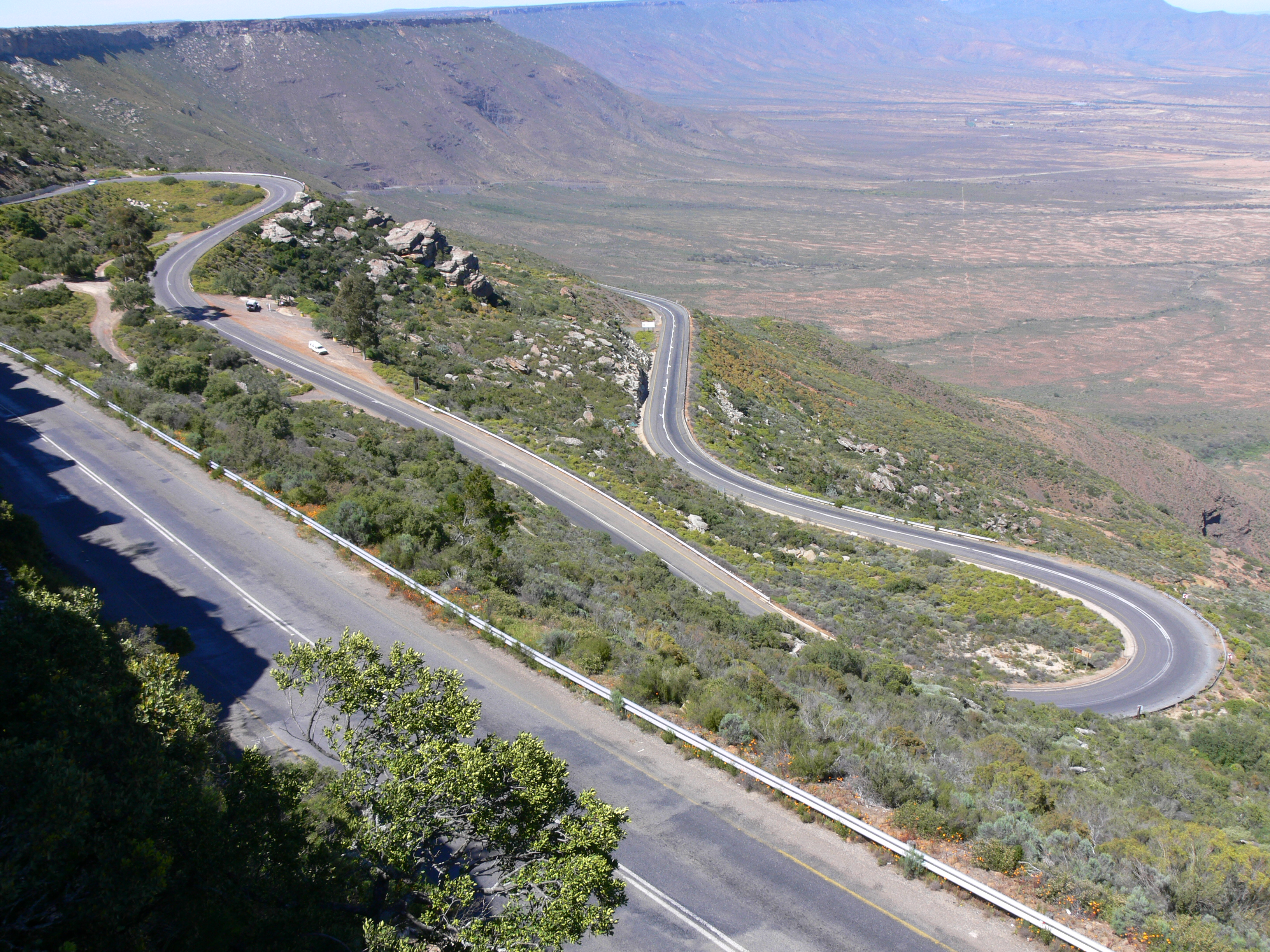
VanRhyns-Pass
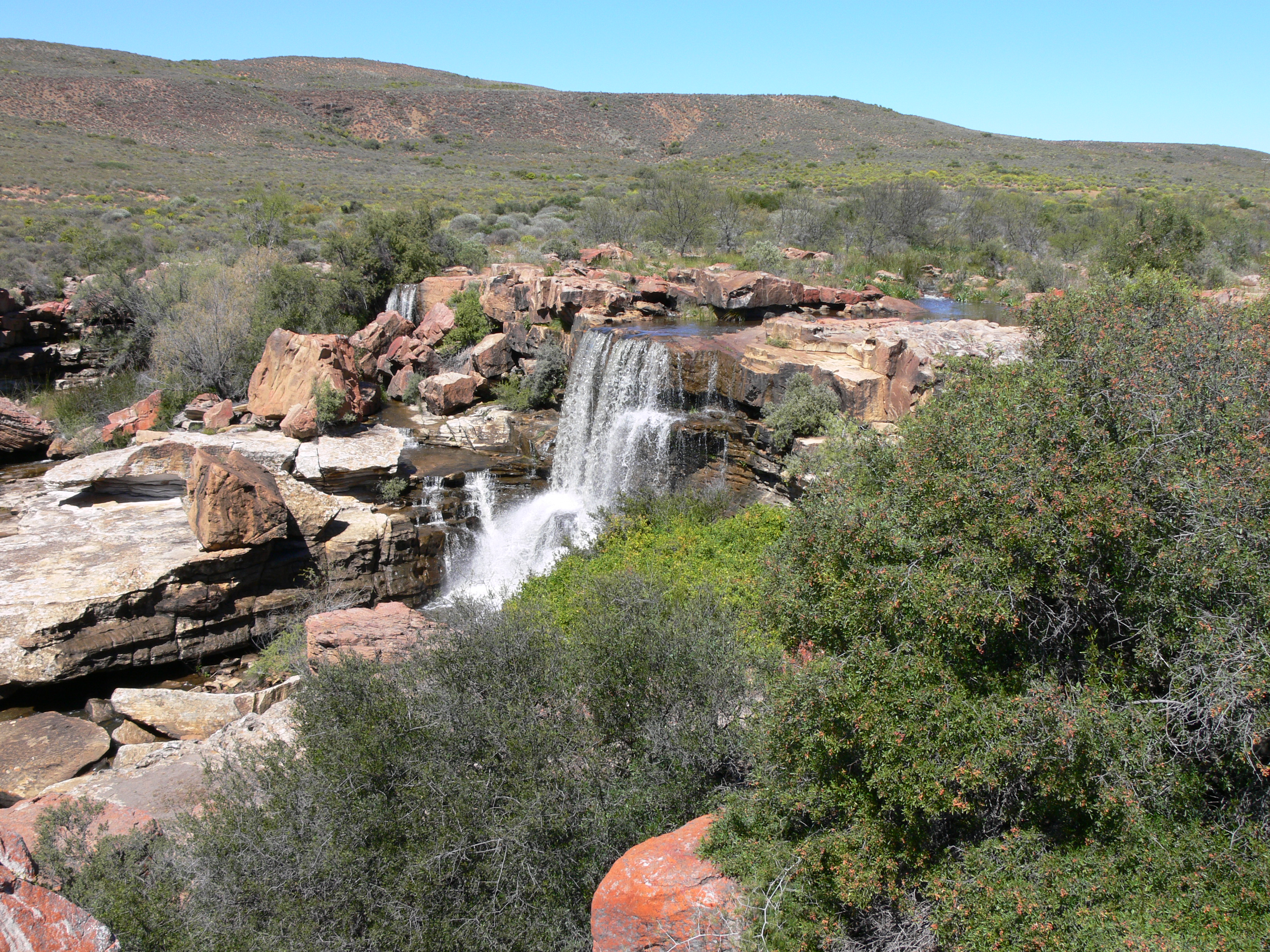
Wasserfall Nieuwoudtville
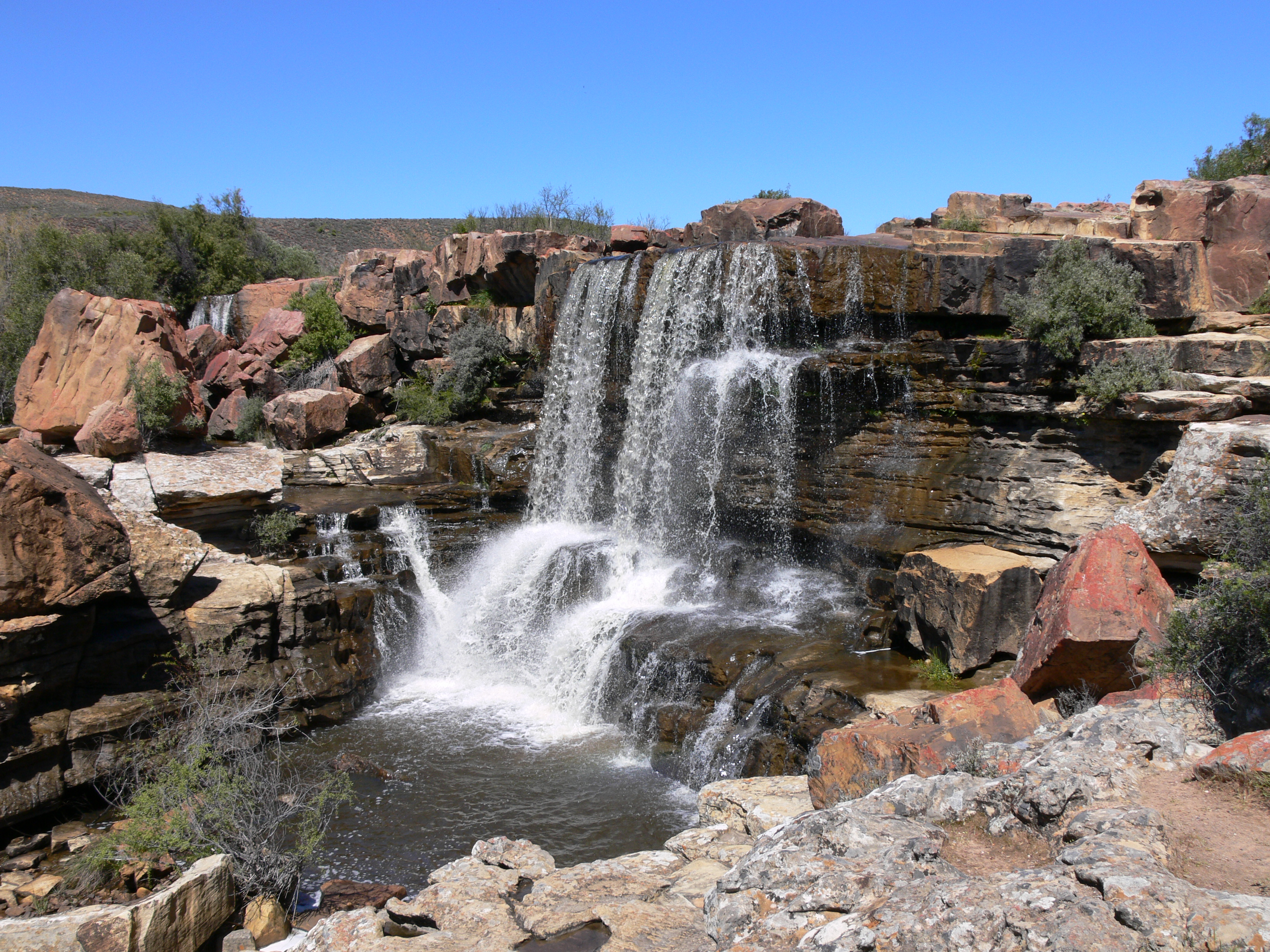
Wasserfall Nieuwoudtville
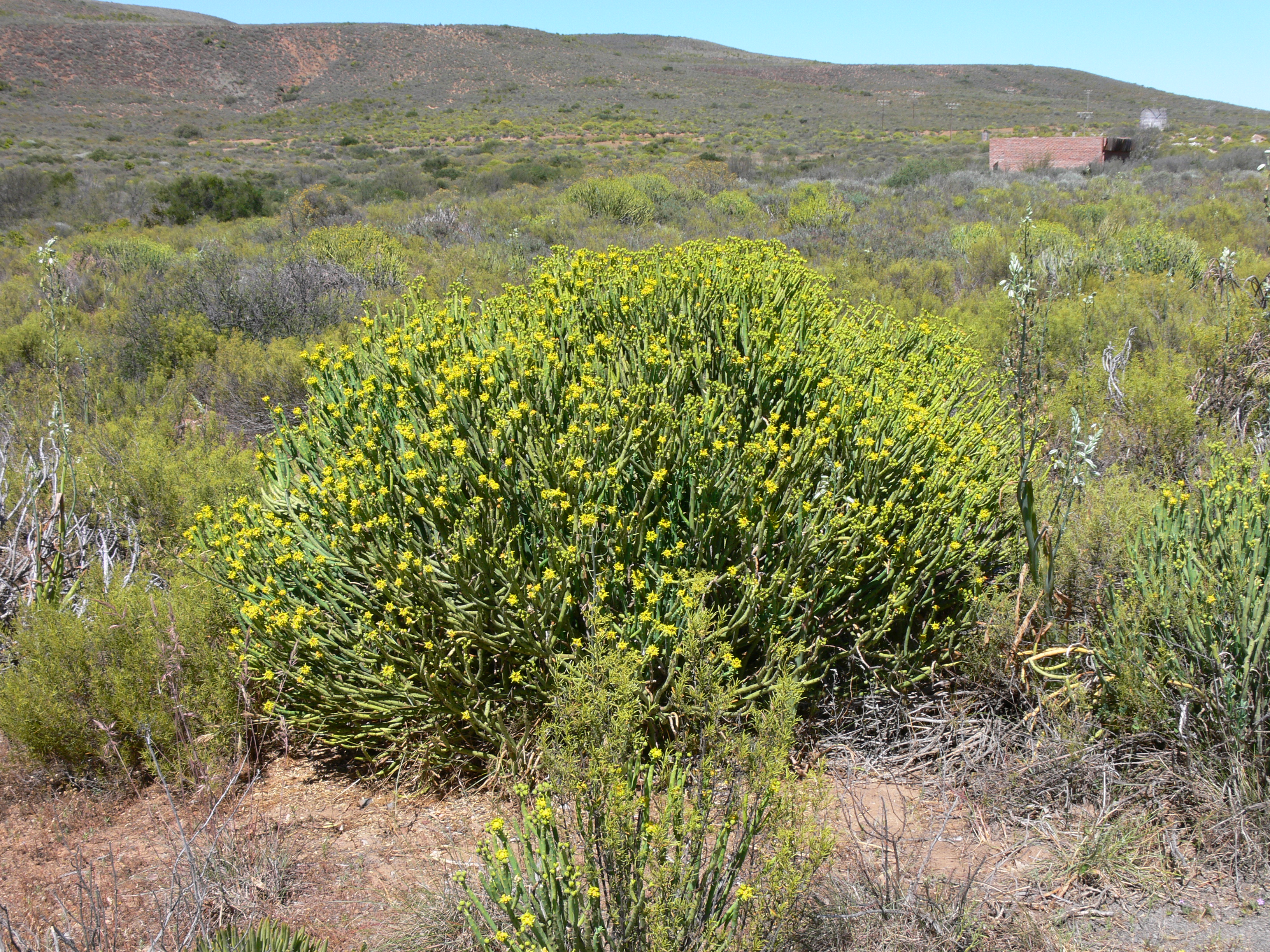
Euphorbia mauritanica am Nieuwoudtville-Wasserfall